# Coleutus
Coleutus is een geslacht van hooiwagens uit de familie Assamiidae.
De wetenschappelijke naam Coleutus is voor het eerst geldig gepubliceerd door Roewer in 1940. 

## Soorten
Coleutus is monotypisch en omvat slechts de volgende soort:
- Coleutus longipalpis